# Grand Prix de Tennis de Lyon 2001
Grand Prix de Tennis de Lyon 2001 — тенісний турнір, що проходив на кортах з твердим покриттям у місті Ліон, Франція з 8 жовтня . Належав до категорії ATP International Series, був турніром серії Open Sud de France 2001 року.

## Фінальна частина

### Одиночний розряд
Іван Любичич —  Юнес Ель-Айнауї 6–3, 6–2

### Парний розряд
Деніел Нестор /  Ненад Зімоньїч —  Арно Клеман /  Себастьян Грожан 6–1, 6–2